# Kangaroo Hoppet

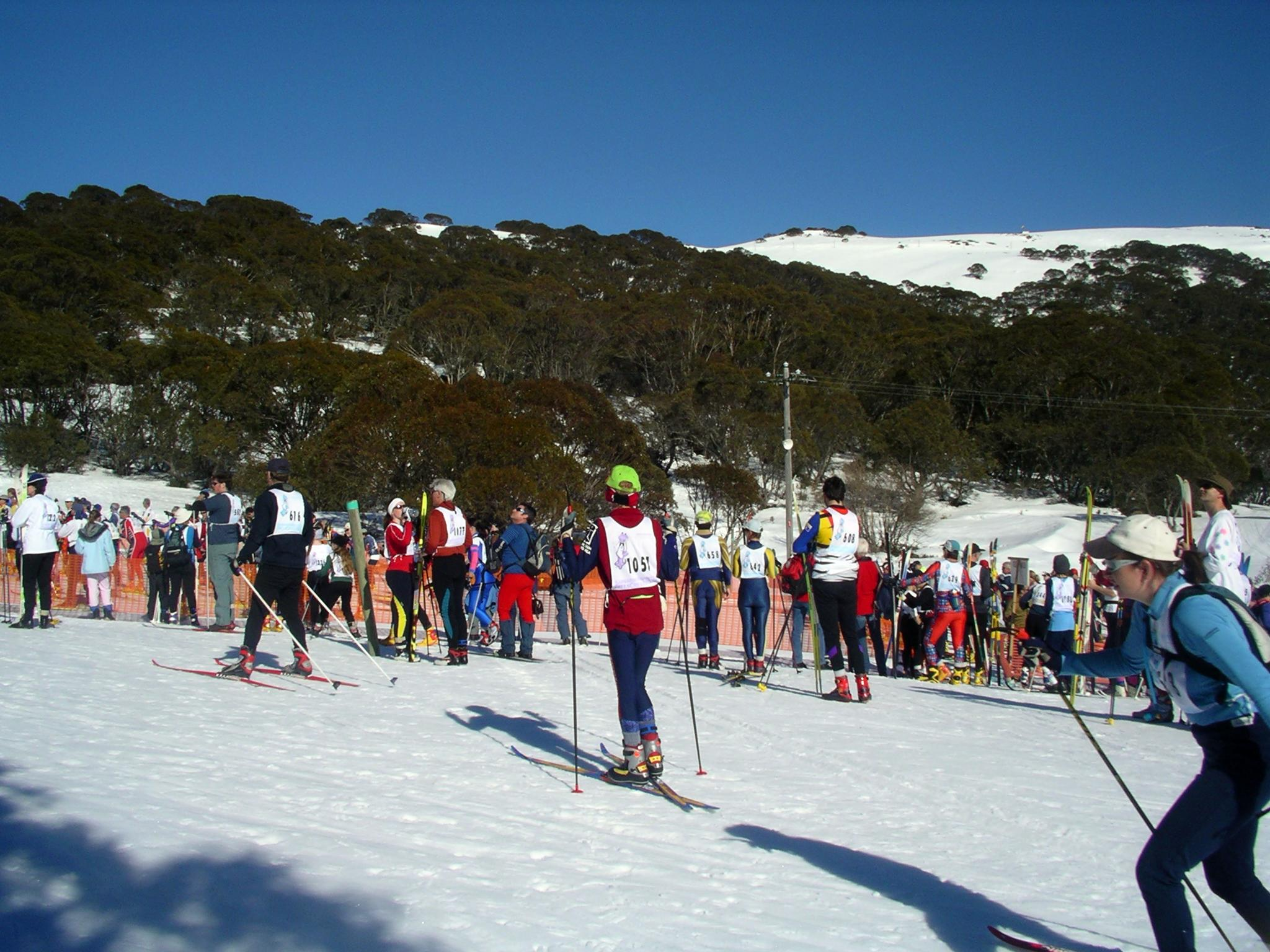
Die Teilnehmer beim Start für den Lauf im Jahr 2005

Der Kangaroo Hoppet ist ein Skimarathon und einer von zwanzig Läufen der Worldloppet-Serie. Er findet seit 1991 in Falls Creek, einer Skifahrregion bei Mount Beauty im Nordosten des Australischen Bundesstaates Victoria, statt und dies immer am letzten Sonnabend im August. Er ist neben dem neuseeländischen Merino Muster und dem argentinischen Ushuaia Loppet einer von nur drei Worldloppet-Rennen auf der Südhalbkugel. Der Organisator des Volkslaufes ist der „Birkebeiner Nordic Ski Club“.
Veranstaltet werden drei Rennen: das Hauptrennen über 42 Kilometer im freien Stil, das Australian Birkebeiner über 21 Kilometer und das kurze Joey Hoppet über sieben Kilometer.  Rekordsieger bei den Männern ist der Schweizer Valerio Leccardi mit fünf Siegen, erfolgreichste Frau ist die Australierin Belinda Phillips, die das Hauptrennen dreimal für sich entscheiden konnte.

## Sieger (Hauptlauf)
| Jahr | Distanz                                     | Datum                                       | Sieger                                      | Nationalität                                | Zeit                                        | Siegerin                                    | Nationalität                                | Zeit                                        |
| ---- | ------------------------------------------- | ------------------------------------------- | ------------------------------------------- | ------------------------------------------- | ------------------------------------------- | ------------------------------------------- | ------------------------------------------- | ------------------------------------------- |
| 2024 | Rennen wegen Schneemangels abgesagt         | Rennen wegen Schneemangels abgesagt         | Rennen wegen Schneemangels abgesagt         | Rennen wegen Schneemangels abgesagt         | Rennen wegen Schneemangels abgesagt         | Rennen wegen Schneemangels abgesagt         | Rennen wegen Schneemangels abgesagt         | Rennen wegen Schneemangels abgesagt         |
| 2023 | Rennen wegen Schneemangels abgesagt         | Rennen wegen Schneemangels abgesagt         | Rennen wegen Schneemangels abgesagt         | Rennen wegen Schneemangels abgesagt         | Rennen wegen Schneemangels abgesagt         | Rennen wegen Schneemangels abgesagt         | Rennen wegen Schneemangels abgesagt         | Rennen wegen Schneemangels abgesagt         |
| 2022 | 42 km                                       | 27. Aug. 2022                               | Peter Wolter                                | Vereinigte Staaten                          | 1:28:08                                     | Jessie Diggins                              | Vereinigte Staaten                          | 1:31:50                                     |
| 2021 | Rennen wegen der COVID-19-Pandemie abgesagt | Rennen wegen der COVID-19-Pandemie abgesagt | Rennen wegen der COVID-19-Pandemie abgesagt | Rennen wegen der COVID-19-Pandemie abgesagt | Rennen wegen der COVID-19-Pandemie abgesagt | Rennen wegen der COVID-19-Pandemie abgesagt | Rennen wegen der COVID-19-Pandemie abgesagt | Rennen wegen der COVID-19-Pandemie abgesagt |
| 2020 | Rennen wegen der COVID-19-Pandemie abgesagt | Rennen wegen der COVID-19-Pandemie abgesagt | Rennen wegen der COVID-19-Pandemie abgesagt | Rennen wegen der COVID-19-Pandemie abgesagt | Rennen wegen der COVID-19-Pandemie abgesagt | Rennen wegen der COVID-19-Pandemie abgesagt | Rennen wegen der COVID-19-Pandemie abgesagt | Rennen wegen der COVID-19-Pandemie abgesagt |
| 2019 | 42 km                                       | 24. Aug. 2019                               | Valerio Leccardi -5-                        | Schweiz                                     | 1:43:19                                     | Iris Pessey                                 | Frankreich                                  | 2:04:29                                     |
| 2018 | 42 km                                       | 25. Aug. 2018                               | Valerio Leccardi -4-                        | Schweiz                                     | 1:39:55                                     | Barbara Jezeršek -2-                        | Australien                                  | 1:52:59                                     |
| 2017 | 42 km                                       | 26. Aug. 2017                               | Miles Havlick                               | Vereinigte Staaten                          | 1:37:24                                     | Barbara Jezeršek                            | Australien                                  | 1:47:00                                     |
| 2016 | 42 km                                       | 27. Aug. 2016                               | Matthew P. Gelso                            | Vereinigte Staaten                          | 1:53:23                                     | Deedra Irwin                                | Vereinigte Staaten                          | 2:08:15                                     |
| 2015 | 34 km                                       | 22. Aug. 2015                               | Valerio Leccardi -3-                        | Schweiz                                     | 1:31:10                                     | Maria Gräfnings -2-                         | Schweden                                    | 1:39:05                                     |
| 2014 | 42 km                                       | 23. Aug. 2014                               | Valerio Leccardi -2-                        | Schweiz                                     | 1:20:03                                     | Walentyna Schewtschenko                     | Ukraine                                     | 1:31:01                                     |
| 2013 | 42 km                                       | 24. Aug. 2013                               | Alexander Legkow -2-                        | Russland                                    | 1:27:32                                     | Marina Tschernoussowa                       | Russland                                    | 1:46:03                                     |
| 2012 | 42 km                                       | 25. Aug. 2012                               | Alexander Legkow                            | Russland                                    | 1:23:00                                     | Maria Gräfnings                             | Schweden                                    | 1:33:14                                     |
| 2011 | 42 km                                       | 27. Aug. 2011                               | Petr Novák                                  | Tschechien                                  | 1:16:04                                     | Esther Bottomley -3-                        | Australien                                  | 1:38:12                                     |
| 2010 | 42 km                                       | 28. Aug. 2010                               | Valerio Leccardi                            | Schweiz                                     | 1:42:46                                     | Esther Bottomley -2-                        | Australien                                  | 1:55:49                                     |
| 2009 | 25 km                                       | 29. Aug. 2009                               | Ben Sim -4-                                 | Australien                                  | 0:58:39                                     | Katherine Calder -2-                        | Australien                                  | 1:07:49                                     |
| 2008 | 42 km                                       | 30. Aug. 2008                               | Ben Sim -3-                                 | Australien                                  | 1:42:16                                     | Evelyn Dong                                 | Vereinigte Staaten                          | 2:00:35                                     |
| 2007 | 42 km                                       | 25. Aug. 2007                               | Thomas Freimuth                             | Deutschland                                 | 1:46:57                                     | Katherine Calder                            | Australien                                  | 2:08:00                                     |
| 2006 | 28 km                                       | 26. Aug. 2006                               | Ben Sim -2-                                 | Australien                                  | 1:13:17                                     | Natascia Leonardi Cortesi                   | Schweiz                                     | 1:23:20                                     |
| 2005 | 42 km                                       | 25. Aug. 2005                               | Ben Sim                                     | Australien                                  | 1:38:35                                     | Esther Bottomley                            | Australien                                  | 2:03:41                                     |
| 2004 | 42 km                                       | 28. Aug. 2004                               | Ben Derrick -4-                             | Australien                                  | 1:35:10                                     | Clare-Louise Brumley                        | Australien                                  | 1:50:40                                     |
| 2003 | 21 km                                       | 30. Aug. 2003                               | Ben Derrick -3-                             | Australien                                  | 0:53:45                                     | Belinda Phillips -3-                        | Australien                                  | 1:06:34                                     |
| 2002 | 42 km                                       | 31. Aug. 2002                               | Stanislav Řezáč                             | Tschechien                                  | 2:10:40                                     | Belinda Phillips -2-                        | Australien                                  | 2:30:53                                     |
| 2001 | 42 km                                       | 25. Aug. 2001                               | Ben Derrick -2-                             | Australien                                  | 1:52:43                                     | Belinda Phillips                            | Australien                                  | 2:13:09                                     |
| 2000 | 42 km                                       | 26. Aug. 2000                               | Ben Derrick                                 | Australien                                  | 1:56:39                                     | Camille Melvey -2-                          | Australien                                  | 2:19:21                                     |
| 1999 | 42 km                                       | 28. Aug. 1999                               | Vitaly Tchernov                             | Russland                                    | 1:45:26                                     | Jannike Oeyen                               | Norwegen                                    | 1:54:05                                     |
| 1998 | 42 km                                       | 29. Aug. 1998                               | Alec Vanek                                  | Tschechien                                  | 1:47:05                                     | Nadezda Simak                               | Russland                                    | 2:08:30                                     |
| 1997 | 42 km                                       | 30. Aug. 1997                               | Paul Gray                                   | Australien                                  | 1:43:07                                     | Camille Melvey                              | Australien                                  | 2:06:58                                     |
| 1996 | 42 km                                       | 31. Aug. 1996                               | Johann Mühlegg                              | Deutschland                                 | 1:28:00                                     | Hanne Lahtinen                              | Finnland                                    | 1:46:50                                     |
| 1995 | 42 km                                       | 26. Aug. 1995                               | André Jungen                                | Schweiz                                     | 2:22:57                                     | Maria Theurl                                | Österreich                                  | 2:56:08                                     |
| 1994 | 42 km                                       | 27. Aug. 1994                               | Peter Schlickenrieder                       | Deutschland                                 | 1:41:02                                     | Antonina Ordina                             | Schweden                                    | 1:53:!9                                     |
| 1993 | 42 km                                       | 27. Aug. 1993                               | Anders Aukland                              | Norwegen                                    | 1:42:34                                     | Elena Peretyagina                           | Russland                                    | 2:05:29                                     |
| 1992 | 42 km                                       | 29. Aug. 1992                               | Gudmund Skjeldal                            | Norwegen                                    | 1:47:17                                     | Beatrice Grünenfelder                       | Schweiz                                     | 2:12:49                                     |
| 1991 | 42 km                                       | 1. Sep. 1991                                | John Aalberg                                | Vereinigte Staaten                          | 1:56:12                                     | Betsy Youngman                              | Vereinigte Staaten                          | 2:16:55                                     |

## Weblink
- Kangaroo Hoppet web site